# Юодинас (озеро)
Юодинас (лит. Juodynas) — озеро в восточной части Литвы, расположено на территории Швенчёнского района.
Расположено в 10 километрах к северо-западу от города Швенчёнис. Лежит на высоте 152,4 метра над уровнем моря. Протяжённость озера с севера на юг около 0,86 километра, ширина до 0,43 километра.
Окружено лесами, берега крутые и высокие. Наибольшая глубина достигает 42 метра, средняя — 12,7 метров. Площадь водной поверхности озера — 0,239 км² (23,9 га). В южную часть озера впадает безымянный ручей, из северного конца вытекает ручей Юодине, относящийся к бассейну озера Крятуонас.
На северном берегу расположена деревня Юодинас, на южном — деревня Пашалтупис.